# NGC 2825
NGC 2825 est une galaxie spirale vue par la tranche et située dans la constellation du Lynx. NGC 2825 a été découverte par l'astronome britannique John Herschel en 1831.

## Caractéristiques
Sa vitesse par rapport au fond diffus cosmologique est de 8 203 ± 17 km/s, ce qui correspond à une distance de Hubble de 121,0 ± 8,5 Mpc (∼395 millions d'al).
À ce jour, une mesure non basée sur le décalage vers le rouge (redshift) donne une distance d'environ 110,000 Mpc (∼359 millions d'al). Cette valeur est tout juste à l'extérieur des valeurs de la distance de Hubble. Notons cependant que c'est avec la valeur moyenne des mesures indépendantes, lorsqu'elles existent, que la base de données NASA/IPAC calcule le diamètre d'une galaxie et qu'en conséquence le diamètre de NGC 2825 pourrait être d'environ 40,8 kpc (∼133 000 al) si on utilisait la distance de Hubble pour le calculer.
La classe de luminosité de NGC 2825 est I.